# Viktor mod verden
|  | Denne artikel er oprettet af botten Steenthbot ud fra en ekstern database. Den kan derfor have sproglige fejl eller mangler. Denne skabelon kan fjernes efter kontrol af indholdet. |

Viktor mod verden er en dansk spillefilm fra 2023 instrueret af Christian Arhoff Andersen.

## Handling
30-årige Viktor Leth har boet alene hele sit liv med sin mor, der er bange for alt. Viktor har levet sit liv gennem gamle danske film og ved absolut intet om virkeligheden, men da moren dør, overlades Viktor til sig selv. Han finder ud af at hans far, Charlie, stadig lever, og han beslutter sig for at opsøge ham i København. Viktor tror at hans far er jazzmusiker, men Charlie viser sig i stedet at være forsikringsmand i et stort, skrantende forsikringsselskab. Viktor viser sig dog at have et kæmpe talent for forsikringer pga. sin mors store frygt og Charlie forsøger at bruge Viktor til at redde hele selskabet. Samtidig møder Viktor møder Josefine, en utrolig uheldig medarbejder, hvis liv har været en lang ulykke og de to ser noget i hinanden. Men da hele kampagnen for at redde selskabet ender med at handle om Viktor, må han tage et valg: Vil han spille den rolle hans far vil have ham til at spille for at redde selskabet, eller skal han gå sine egne veje?

## Medvirkende
- Nicolai Jørgensen
- Nicolas Bro
- Anna Bruus Christensen
- Rosalinde Mynster
- Bodil Jørgensen
- Kurt Ravn